# Мейгрейт
Мейгрейт е измислена героиня от тетралогията на Йън Ървайн „Взор през огледалото“. Тя е майсторка на Тайното изкуство. Трикръвна е и е отгледана и обучавана от Фейеламор.